# Escala de Borg
Escala de Borg ou Tabela de Borg é uma escala criada pelo fisiologista sueco Gunnar Borg para a classificação da percepção subjetiva do esforço.
Numa escala numérica de 0 a 10 readaptada da original que ia de 6 a 20, o indivíduo utiliza a escala para apontar sua própria percepção de esforço. A escala não invalida os outros métodos conhecidos sendo mais um para somar à segurança da prática da atividade física.

## Escala CR-10
|     | Intensidade          |
| --- | -------------------- |
| 0,5 | Muito, muito leve    |
| 1   | Muito leve           |
| 2   | Leve                 |
| 3   | Moderada             |
| 4   | Pouco intensa        |
| 5   | Intensa              |
| 6   | -                    |
| 7   | Muito intensa        |
| 8   | -                    |
| 9   | Muito, muito intensa |
| 10  | Máxima               |

## Tabela de percepção de esforço para crianças - AFAA, 1995
Intensidade
0 - Repouso
Razão para a criança
Como se sente quando está sentado em repouso
Exemplo
Criança sentada em cadeira ou assistindo TV
- 1 - Leve Como se sente quando caminha pra escola ou quando faz tarefas em casa. Criança caminhando para a escola; sem suor
- 2 - Moderado Como se sente quando está brincando no Playground ou correndo e brincando. Criança brincando e inicia o suor
- 3 - Forte Como se sente quando está correndo muito! Criança jogando ou fazendo algum esporte suando
- 4 - Exaustivo O mais forte que já conseguiu correr ou se exercitar na sua vida Criança correndo a ponto de ter um colápso no fim desta corrida

A tabela abaixo facilita a compreensão da alteração da Frequência Cardíaca através de nossa própria percepção corporal, durante a prática da atividades fïsicas. Ela pode ser utilizada para qualquer atividade aeróbia, sendo recomendada como uma opção prática na observação da Intensidade de esforço.
Os números de 6-20 são baseados na Frequência Cardíaca de 60-200 bpms por minuto. Sendo que o número 12 corresponde aproximadamente 55% e o 16 a 85% da Frequência Cardiaca Máxima.
- 6 -
- 7 muito fácil
- 8 -
- 9 fácil
- 10 -
- 11 relativamente fácil
- 12 -
- 13 ligeiramente cansativo
- 14 -
- 15 cansativo
- 16 -
- 17 muito cansativo
- 18 -
- 19 exaustivo
- 20 -

## Escala de Borg Adaptada - (Vivaqua, 1992)
- Nível de intensidade Condição de Esforço Frequência Cardíaca
- 0 Repouso 60
- 70
- 80
- 1 muito leve 90
- 2 100
- 3 110
- 4 leve 115
- 5 120
- 6 moderado 130
- 7 140
- 8 Intenso 160
- 9 180
- 10 Exaustivo 200

Esta tabela foi adaptada a partir da original que se usa uma escala de 6-20 para uma mais simples, a fim de facilitar o entendimento da criança. O ideal é que a criança se mantenha dentro de uma condição leve à moderada progredindo com o passar dos anos.